# Tratatul japonezo-coreean din 1905
Tratatul japonezo-coreean din 1905, cunoscut și ca Tratatul Eulsa, Tratatul silit Eulsa ori Tratatul protectoratului nipono-coreean, a fost un acord dintre Imperiul Japonez și Imperiul Coreean din 1905. Negocierile au fost încheiate pe 17 noiembrie 1905. Tratatul a lipsit Coreea de suveranitatea sa diplomatică și a făcut din Coreea un protectorat al Japoniei imperiale. Tratatul a fost un rezultat al victoriei Japoniei Imperiale în Războiul ruso-japonez din 1905.

## Denumiri
În metonimia Tratatul Eulsa, cuvântul Eulsa ori Ulsa derivă din al 42-lea al ciclului sexagenar al calendarului coreean în care a fost semnat tratatul. Tratatul mai este cunoscut și ca A doua convenție Japonia-Coreea (japoneză: 第二次日韓協約, coreeană: 제2차 한일협약, 第二次韓日協約), Tratatul de restricție Eulsa  (coreeană: 을사늑약, 乙巳勒約), Tratatul de protecție Eulsa (japoneză: 乙巳保護条約, coreeană: 을사보호조약),și  Tratatul de protecție a Coreei (japoneză: 韓国保護条約).

## Contextul istoric
După victoria Japoniei Imperiale în Războiul ruso-japonez, după care a urmat retragerea sprijinului rus pentru coreeni și semnarea Acordului Taft–Katsura, prin care se presupune că Statele Unite au fost de acord să nu se amestece în intervenția Japoniei în Coreea, guvernul nipon a căutat să oficializeze sfera de influență din Peinsula Coreeană.
Delegații ai ambelor imperii s-au întâlnit la Seul pentru rezolvarea problemelor care priveau viitorul politicii externe coreene. În condițiile în care Palatul imperial coreean era ocupat de trupele japoneze iar forțele terestre nipone erau staționate în poziții strategice din întreaga Coreea, coreenii erau puternic dezavantajați în negocieri. 

## „Negocierea” tratatului

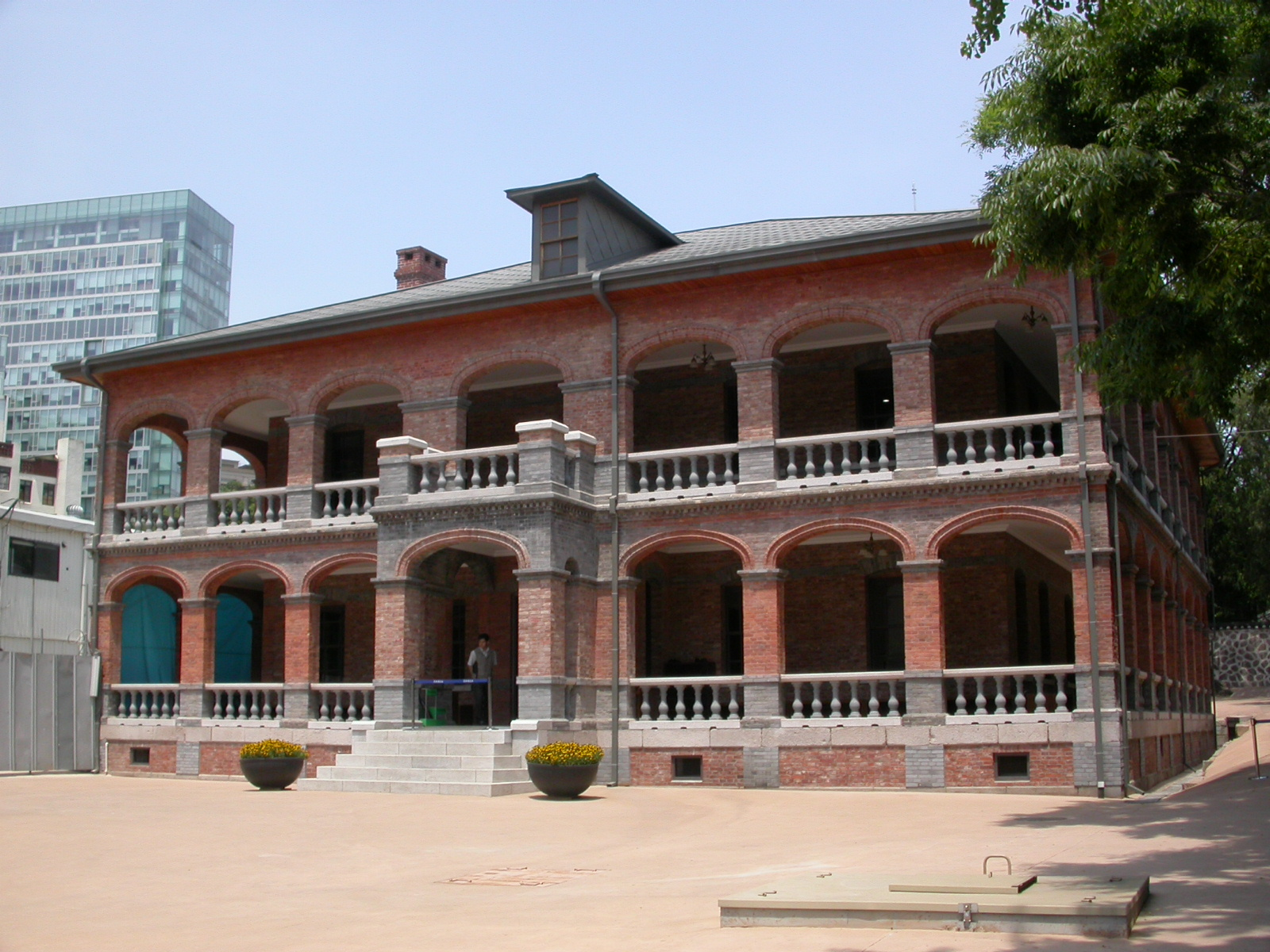
Clădirea bibliotecii imperiale unde a fost semnat tratatul

Itō Hirobumi a sosit în Hanseong pe 9 noiembrie 1905 și i-a înmânat împăratului coreean Gojong o scrisoare din partea împăratului japonez prin care i se cerea să semneaze tratatul. Itō Hirobumi a ordonat trupelor japoneze să încercuiască pe 15 noiembrie palatul imperial din Seul și l-a amenințat pe împărat, încercând să îl forțeze să semneze tratatul. 
Pe 17 noiembrie 1905, Ito feldmareșalul Hasegawa Yoshimichi au intrat în clădirea Jungmyeongjeon, biblioteca imperială construită după un proiect rus, parte a Palatului Deoksu, și au încercat să îl convingă pe Gojong să accepte condițiile convenției, dar împăratul a refuzat. Ito a făcut mai apoi presiuni asupra membrilor guvernului, la început făcând amenințări volate, iar mai apoi foarte explicite, pentru ca aceștia să semeneze tratatul.  După cum se spune, premireul coreean Han Gyu-seol s-a opus, protestând zgomotos. Ito a ordonat soldaților să îl închidă pe premierul coreean în camera sa și l-a amenințat pe acesta din urmă că, dacă va continua să țipe, va da ordin să fie ucis. Până în celed in urmă, membrii cabinetului au semnat acordul care fusese pregătit de Ito să fie prezentat împăratului în Jungmyeongjeon. Acordul asigura Imperiului Japonez controlul complet asupra politicii externe a Coreei precum și asupra tuturor activităților de import-export desfășurate prin porturile coreene. 

## Prevederile tratatului
Acest tratat a privat Koreea de suveranitatea sa diplomatică, transformând practic Coreea într-un protectorat al Imperiul Japonez. Dispozițiile tratatului au intrat în vigoare la 17 noiembrie 1905 și au pus bazele Tratatului japonezo-coreean din 1907 și a Tratatului de anexare a Coreei din 1910.
Se considera că tratatul a intrat în vigoare după ce a primit semnătura a cinci miniștri coreeni:
- Ministrul educației Lee Wan-yong (이완용; 李完用)
- Ministrul armatei Yi Geun-taek (이근택; 李根澤)
- Ministrul afacerilor interne Yi Ji-yong (이지용; 李址鎔)
- Ministrul afacerilor externe Park Je-sun (박제순; 朴齊純)
- Ministrul agriculturii, comerțului și industriei Gwon Jung-hyeon (권중현; 權重顯)

Împăratul Gojong al Coreei nu a consimțit sau nu a semnat tratatul. Alți oficiali care au contestat tratatul au fost:
- Prim-ministrl Han Gyu-seol (한규설; 韓圭卨)
- Ministrul de finanțe Min Yeong-gi (민영기; 閔泳綺)
- Ministrul de justițe Yi Ha-yeong (이하영; 李夏榮). Mai târziu, totuși, el a acceptat să semneze tratatul.

### Controverse

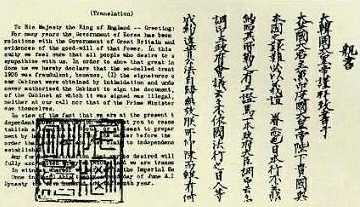
Scrisoarea de respingere a „tratatului din 1905” trimisă de împăratul Gojong în Aglia

Împăratul Gojong a trimis scrisori personale principalilor șefi de stat, cărora le-a cerut sprijinul pentru respingerea tratatului semnat ilegal. Pe 21 februarie 1908, el a trimis 17 scrisori purtând sigiliul său imperial următorilor lideri ai unor mari puteri:
- Regelui Eduard al VII-lea al Regatului Unit;
- Președintelui Armand Fallières al Franței;
- Împăratului Nicolae al II-lea al Imperiului Rus
- Împăratului Franz Joseph al Austro-Ungariei
- Regelui Victor Emanuel al III-lea al Italiei
- Regelui Leopold al II-lea al Belgiei
- Împăratului Kuang-hsu al Chinei
- Împăratului Wilhelm al II-lea al Imperiului German, căruia împăratul Gojong i-a trimis o scrisoare scrisă personal de mână[15];

În 1907, împăratul Gojong a trimis trei emisari secreți la A doua conferință internațională de pace de la Haga ca să protesteze împotriva ilegalității Tratatului Eulsa. Marile puteri au refuzat să accepte reprezentanților coreeni la conferința de pace. 
Nu doar împăratul a protestat împotriva tratatului. Doi oficiali de rang înalt, Jo Byeong-se și Min Yeong-hwan, care au fost lideri ai mișcării împotriva semnării tratatului, s-au sinucis în semn de protest. Aristocrați locali și cetățeni de rând s-au alăturat Armatelor celor drepți. Acești luptători au fost numiți „Eulsa euibyeong" (을사의병, 乙巳義兵), tradus aproximativ prin „Armata celor drepți împotriva Eulsa”.
După intrarea în vigoare a tratatului, împăratul Gojong a încercat să apeleze la comunitatea internațională și să protesteze împotriva tratatului nedrept, inclusiv prin trimiterea unui ambsador special la Haga. Aceste acțiuni au contribuit în mod direct la abdicarea forțată a împăratului Gojong.

## Anularea tratatului
Ulterior, acest tratat a fost confirmat ca fiind „deja nul și neavenit” Tratatul privind relațiile de bază dintre Japonia și Republica Coreea încheiat în 1965.
Într-o declarație comună din 23 iunie 2005, oficialii Coreei de Sud și Coreei de Nord și-au reiterat poziția conform căreia tratatul Eulsa este nul datorită faptului că a fost semnat sub amenințarea japonezilor.
Începând cu 2010, Coreea de Sud confiscat proprietățile și alte bunuri de ale urmașilor persoanelor identificate ca fiind colaboratori ai ocupanților japonezi.

## Vedeți și:
- Tratatul japonezo-coreean din 1907
- Tratatul de la Portsmouth
- Tratat inegal